# Ipkg
ipkg，源自伊紀套件管理系統（英語：Itsy Package Management System）的縮寫，是一個輕量化的软件包管理系统，主要是為了嵌入式系統上的軟體開發而設計，類似於Debian上的dpkg。